# Coloristi scozzesi

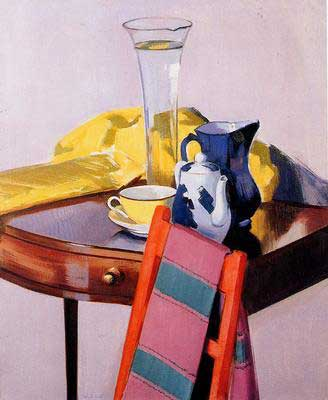
Francis Cadell, The Vase of Water (1922)

I coloristi scozzesi (dall'inglese Scottish Colourists) furono un gruppo pittorico scozzese composto da Francis Cadell, John Duncan Fergusson, Leslie Hunter e Samuel Peploe. Sebbene il loro stile post-impressionista non sia sempre stato riconosciuto universalmente, esso esercitò un'influenza sensibile sull'arte e la cultura contemporanea scozzese.

## Storia
Un precursore di questo gruppo fu William McTaggart (1835-1910), pittore paesaggista scozzese influenzato dal post-impressionismo che viene considerato uno dei grandi interpreti del panorama scozzese e definito da alcuni un "impressionista scozzese". Secondo Duncan Macmillan, l'espressione "coloristi scozzesi" potrebbe essere stata usata per la prima volta nel 1915 nella rivista Studio. Secondo quanto riporta lo storico dell'arte Macmillan, il termine sarebbe stato nuovamente usato da Tom Honeyman, critico d'arte e direttore del Kelvingrove Art Gallery and Museum, nel suo libro Three Scottish Colourists, pubblicato nel 1950.
I quattro artisti si esibirono insieme per la prima volta nel 1924 alla Galerie Barbazanges di Parigi, in una mostra intitolata Les Peintres de l'Ecosse Moderne. L'anno seguente tennero un'altra mostra alla Leicester Gallery di Londra. I coloristi scozzesi godettero di una notorietà internazionale durante la loro vita fino allo scoppio della seconda guerra mondiale, quando la loro arte venne dimenticata. Verranno tuttavia riscoperti durante gli anni ottanta.
Le loro opere sono presenti in vari musei e istituzioni scozzesi fra cui la Aberdeen Art Gallery di Aberdeen, la J. D. Fergusson Gallery di Perth, l'Università di Stirling, il Paisley Museum and Art Galleries  e la Scottish National Gallery of Modern Art di Edimburgo. Alcuni dei dipinti di Leslie Hunter possono essere visti alla Kelvingrove Art Gallery. Il Kirkcaldy Museum and Art Gallery vanta la più grande collezione di opere di Peploe e McTaggart.

## Caratteristiche
I coloristi scozzesi combinarono la loro formazione francese e lo stile forte e vibrante di impressionisti e fauvisti francesi, come Monet, Matisse e Cézanne, con le tradizioni pittoriche della Scozia. Sebbene i loro soggetti fossero ritenuti conservatori rispetto alle loro controparti francesi dal momento che gran parte di essi consisteva in paesaggi isolani, interni di Edimburgo e altri soggetti di tendenza, il loro stile era sicuro e vibrante. Macmillan ha affermato che "il loro successo collettivo e la reputazione internazionale che hanno guadagnato come quattro fra i pittori più dotati della loro generazione in Gran Bretagna ci spinge a trattarli separatamente."